# Luc Martinez
Luc Martinez (né le 14 mai 1962) est un compositeur, musicien, designer sonore et concepteur multimédia français. Ancien professeur des écoles jusqu'en 1989, puis coordonnateur et responsables des studios du CIRM à Nice jusqu’en 1999, il conçoit et réalise maintenant des installations sonores complexes à l’échelle des plus grands musées nationaux, en France et à l’étranger,.

## Biographie
Luc Martinez crée des installations sonores interactives et de nombreuses musiques originales pour l’image ou le spectacle vivant. Il est un ancien directeur de la recherche et des studios au Centre national de recherche musicale de Nice.

## Muséographie
- 70.8 (Galerie des innovations maritimes à Brest)
- Mémorial du débarquement en Provence
- MuséoSeine
- Mémorial de Verdun
- Musée de la Grande Guerre du pays de Meaux
- Musée de l'Homme
- Mémorial Charles-de-Gaulle
- Cité des sciences et de l'industrie
- Nausicaá - Centre national de la mer